# Анна Берґендаль
Анна Генрієтта Берґендаль (швед. Anna Henrietta Bergendahl; нар.. 11 грудня 1991 , Стокгольм) — шведська співачка, представниця Швеції на міжнародному пісенному конкурсі Євробачення-2010 в Осло.

## Життєпис
Анна Берґендаль народилася 11 грудня 1991 року в Стокгольмі, Швеція. А в дитинстві вона жила в Нючепінгу та Катрінегольмі. Анна має часткове ірландське походження — її бабуся народилася і живе в Ірландії. Перший виступ Анни на публіці з піснею Селін Діон «My heart will go on» відбувся в Йорку, коли їй було всього вісім років.
У 2004 році Анна брала участь у шведській музичній програмі «Super Troopers», в 2008 році — в шоу «Idol 2008», де посіла п'яте місце . У 2009 році Берґендаль уклала контракт з Lionheart Records.

### Євробачення
Анна Берґендаль брала участь в Мелодіфестівалені 2010 з піснею «This is my life». Берґендаль перемогла у фіналі 13 березня з 214 балами і отримала право представляти Швецію на Євробаченні в Осло. За результатами жеребкування Анна отримала шостий номер виступу в другому півфіналі, але до фіналу не пробилася, зайнявши 11-е місце.

### 2010: після Євробачення
Після Євробачення Анна вирушила в тур містами Швеції на підтримку свого дебютного альбому «Yours sincerely». Також вона брала участь в шоу телеканалу SVT — Allsång på Skansen.

## Дискографія

### Альбоми
- «Yours sincerely» (2010)

### Сингли
Idol 2008
- 2008: «Release me»
- 2008: «Save up all your tears»
- 2008: «Bleeding love»
- 2008: «Over the rainbow»

Solo
- 2010 року: «This is my life»
- 2010 року: «The Army»
- 2012: «Live and Let Go»
- 2019: «Ashes to Ashes»

## Цікаві факти
- Анна — наймолодший переможець Мелодіфестівалена за останні двадцять сім років[4] .
- «This is my life» — перша балада, яка перемогла на Мелодіфестівалене за останні дванадцять років.
- Анна стала першою представницею Швеції, яка не потрапила до фіналу Євробачення з часів уведення півфіналів.